# TNFAIP1
TNFAIP1‏ (TNF alpha induced protein 1) هوَ بروتين يُشَفر بواسطة جين TNFAIP1 في الإنسان.
تم تحديد هذا الجين كجين يُمكن تحفيز التعبير عنه بواسطة عامل نخر الورم ألفا (TNF) في الخلايا البطانية للوريد السري. تشير دراسات جين مشابه لدى الفئران إلى أن التعبير عنه يُنظم نمويًا بطريقة خاصة بالأنسجة.